# 劍狀三鬚鱈
劍狀三鬚鱈，為輻鰭魚綱鱈形目江鱈科的其中一種，分布於西北大西洋區，從格陵蘭、加拿大至美國北卡羅來納州海域，棲息深度可達2000公尺，體長可達40公分，為底棲性魚類，以甲殼類為食。

## 擴展閱讀
維基物種上的相關：劍狀三鬚鱈